# Ковилкінський район
Кови́лкінський район (рос. Ковылкинский район, ерз. Ковёл буе) — муніципальний район у складі Республіки Мордовія Російської Федерації.
Адміністративний центр — місто Ковилкіно.

## Географія
Район розташований на південному заході Республіки Мордовія в лісостепових ландшафтах Приволзької височини, які на сході переходять у лісові ландшафти надзаплавних терас і водно-льодовикових рівнин.
З корисних копалин слід виділити родовища цегельних суглинків (Ковилкінське, Кочелаєвське, Троїцьке), цегляних глин (Шінгарінське), керамзитових глин (Троїцьке), пісків для силікатних виробів (Кічатовське, Кочелаєвське, Шінгарінське), будівельних пісків (Парапінське). На території району експлуатується средньокамінновугільний водоносний горизонт з запасами 151,1 тис. м 3 / добу. Мінералізація видобутих вод змінюється в межах від 0,3 до 0,5 г / дм 3. За хімічним складом вони гідрокарбонатні, хлоридно-сульфатно-гідрокарбонатні кальцієво-натрієві. Вміст фтору 1,5 — 3,2 мг / дм 3, що визначає необхідність проведення знефторювання видобутих вод.

## Населення
Населення району становить 37185 осіб (2019, 43870 у 2010, 47414 у 2002).

## Адміністративно-територіальний поділ
На території району 1 міське поселення та 20 сільських поселень:
| Поселення                                   | Площа, км² | Населення, осіб (2002) | Населення, осіб (2010) | Населення, осіб (2019) | Центр                 | Населені пункти |
| ------------------------------------------- | ---------- | ---------------------- | ---------------------- | ---------------------- | --------------------- | --------------- |
| Ковилкінське міське поселення               | 40,56      | 21926                  | 21347                  | 19013                  | Ковилкіно             | 2               |
| Великоазяське сільське поселення            | 140,38     | 1134                   | 855                    | 612                    | Великий Азясь         | 9               |
| Ізосимовське сільське поселення             | 117,69     | 1290                   | 1070                   | 803                    | Ізосимовка            | 8               |
| Казенно-Майданське сільське поселення       | 129,83     | 1586                   | 1361                   | 1107                   | Казенний Майдан       | 6               |
| Клиновське сільське поселення               | 123,60     | 1303                   | 1145                   | 894                    | Клиновка              | 6               |
| Кочелаєвське сільське поселення             | 83,19      | 1632                   | 1506                   | 1333                   | Кочелаєво             | 3               |
| Краснопрісненське сільське поселення        | 246,55     | 2267                   | 1847                   | 1505                   | Красна Прісня         | 10              |
| Красношадимське сільське поселення          | 193,68     | 998                    | 766                    | 507                    | Красний Шадим         | 6               |
| Курнінське сільське поселення               | 17,62      | 787                    | 760                    | 659                    | Курніно               | 1               |
| Мамолаєвське сільське поселення             | 190,00     | 1665                   | 1430                   | 1034                   | Мамолаєво             | 8               |
| Мордовсько-Вечкенінське сільське поселення  | 86,27      | 1452                   | 1360                   | 1189                   | Мордовське Вечкеніно  | 7               |
| Мордовсько-Коломасовське сільське поселення | 38,79      | 500                    | 501                    | 413                    | Мордовське Коломасово | 2               |
| Новомамангінське сільське поселення         | 60,50      | 274                    | 220                    | 155                    | Нове Мамангіно        | 3               |
| Парапінське сільське поселення              | 29,18      | 1468                   | 1559                   | 1353                   | Парапіно              | 1               |
| Примокшанське сільське поселення            | 22,27      | 886                    | 890                    | 782                    | Примокшанський        | 3               |
| Рибкинське сільське поселення               | 181,49     | 2112                   | 1831                   | 1415                   | Рибкино               | 15              |
| Русько-Лашминське сільське поселення        | 29,88      | 1007                   | 834                    | 632                    | Руська Лашма          | 6               |
| Токмовське сільське поселення               | 80,98      | 1160                   | 995                    | 790                    | Токмово               | 4               |
| Троїцьке сільське поселення                 | 152,28     | 2527                   | 2256                   | 1831                   | Троїцьк               | 7               |
| Шингарінське сільське поселення             | 61,82      | 1440                   | 1337                   | 1158                   | Силікатний            | 2               |

- 20 травня 2008 року були ліквідовані Михайловське сільське поселення та Староаллагулоське сільське поселення, їхні території увійшли до складу Великоазяського сільського поселення; ліквідовані Алькінське сільське поселення та Янгужинсько-Майданське сільське поселення, їхні території увійшли до складу Красношадимського сільського поселення; ліквідоване Старосамаєвське сільське поселення, його територія увійшла до складу Рибкинського сільського поселення; ліквідоване Єжовське сільське поселення, його територія увійшла до складу Троїцького сільського поселення[4].
- 12 березня 2010 року були ліквідовані Стародракинське сільське поселення та Шадимське сільське поселення, їхні території увійшли до складу Казенно-Майданського сільського поселення; ліквідоване Васильєвське сільське поселення, його територія увійшла до складу Мордовсько-Вечкенінського сільського поселення; ліквідоване Волгапінське сільське поселення, його територія увійшла до складу Ізосимовського сільського поселення; ліквідоване Самаєвське сільське поселення, його територія увійшла до складу Клиновського сільського поселення; ліквідоване Новотолковське сільське поселення, його територія увійшла до складу Мамолаєвського сільського поселення; ліквідоване Новопшеневське сільське поселення, його територія увійшла до складу Токмовського сільського поселення; ліквідоване Польцовське сільське поселення, його територія увійшла до складу Рибкинського сільського поселення; ліквідоване Унуєвсько-Майданське сільське поселення, його територія увійшла до складу Чекашево-Полянського сільського поселення[5].
- 17 травня 2018 року було ліквідоване Покровське сільське поселення, його територія увійшла до складу Троїцького сільського поселення[6].
- 24 квітня 2019 року було ліквідоване Чекашево-Полянське сільське поселення, його територія увійшла до складу Краснопрісненського сільського поселення[7].

## Найбільші населені пункти
Найбільші населені пункти з чисельністю населення понад 1000 осіб:
| № | Населений пункт | Населення, осіб (2002) | Населення, осіб (2010) |
| - | --------------- | ---------------------- | ---------------------- |
| 1 | Ковилкіно       | 21 873                 | 21 307                 |
| 2 | Троїцьк         | 1 677                  | 1 610                  |
| 3 | Парапіно        | 1 468                  | 1 559                  |
| 4 | Кочелаєво       | 1 587                  | 1 490                  |
| 5 | Силікатний      | 1 237                  | 1 158                  |

## Персоналії
У районі народилися:
- Абдершин Алімкай Абдуллович (1911—1983) — Герой Радянського Союзу
- Ліпатов Степан Ілліч (1938—1997) — мокшанський мовознавець, педагог, громадський діяч.